# Profondo Nord
Profondo Nord è stato un talk-show trasmesso su Rai 3 nel 1991 e 1992. Il programma, condotto da Gad Lerner, era incentrato su argomenti di politica e economia e veniva registrato presso vari teatri di città del nord Italia.
La prima puntata, registrata nel teatro Rainerum di Bolzano, è andata in onda il 15 ottobre 1991. Il programma, nelle sue prime 16 puntate, ha raggiunto uno share con picchi fino a 2 milioni e mezzo, ma anche con una media di ascolti di 1 milione e 300 000 spettatori. Il programma fu selezionato per rappresentare la RAI alla rassegna internazionale "Input 92".
Trasmesso in un periodo di trasformazione della politica italiana, a pochi mesi dall'inizio dell'inchiesta di Tangentopoli e nella fase di crescita dei movimenti indipendentisti del nord, il programma fu accusato dal socialista Vincenzo Balzamo di fare da cassa di risonanza della Lega Nord e venne criticato da politici come Mirko Tremaglia.
La puntata del 18 febbraio 1992 fu annullata a causa di una malattia del conduttore, costretto al ricovero in ospedale per una gastrite emorragica.
Molti dei temi affrontati dal programma sono stati ripresi nel talk-show Milano, Italia, inizialmente condotto da Gad Lerner e in onda a partire dall'estate del 1992.